# Braxton, Mississippi
Braxton là một thành phố thuộc quận Simpson, tiểu bang Mississippi, Hoa Kỳ. Năm 2010, dân số của thành phố này là 183 người.

## Dân số
- Dân số năm 2000: 181 người.
- Dân số năm 2010: 183 người.